# ESSA 7
ESSA 7 (TOS-E) — американский метеорологический спутник, работавший по принципу стабилизации вращением. Получил сокращение по имени запустившей организации — ESSA.

## Структура
ESSA-7 был синхронизированным с Солнцем операционным метеорологическим спутником, предназначенным для фотосъёмки в дневное время суток поверхности Земли с облаками) для последующей передачи снимков на Землю и их и обработки. Спутник мог предоставлять глобальные данные измерений отражённой солнечной радиации и дальнего излучения, покидающего Землю. Конфигурация спутника не отличалась от спутников семейства ТИРОС (начиная с ТИРОС-1): 18-гранная правильная призма (расстояние между противоположными углами 107 см, высота 56 см) с усиленной опорной пластиной, несущей большую часть подсистем, и верхней крышкой. Энергию спутник получал от 10 тысяч маленьких солнечных батарей размером 1 на 2 см, которые были установлены снаружи, и от 21 никель-кадмиевой батареи.
Две дополнительные камеры типа AVCS (англ. Advanced Vidicon Camera System, Продвинутая система камер Vidicon) были установлены на двух противоположных краях спутников, оптические оси расположены перпендикулярно оси вращения. Два набора плоских радиометров были также установлены на противоположных краях спутника, под краем опорной пластины. Пара пересекающихся дипольных приёмных антенн идут вниз от опорной пластины. Монопольная телеметрическая и отслеживающая антенна выходит из верхней части корпуса. Скорость вращения спутника контролировалась с помощью вращающейся катушки с магнитной ориентацией (англ. Magnetic Attitude Spin Coil / MASC), причём ось вращения поддерживалась перпендикулярно плоскости орбиты («колёсная» орбита) с точностью плюс/минус 1 градус. MASC представляла собой катушку с током, установленную в крышке. Внутреннее магнитное поле, индуцированное током, взаимодействовало с магнитным полем Земли, чтобы обеспечить необходимый крутящий момент для скорости вращения 9,225 об./мин.

## Миссия
Запуск спутника состоялся 16 августа 1968 года в 11:31 по Гринвичу с помощью ракеты-носителя «Дельта» с американской авиабазы «Ванденберг» (штат Калифорния). Масса спутника на момент запуска — 145 кг, наклонение — 101,72°, период — 114,9 минут, перигей — 1432 км, апогей — 1476 км. Одна из камер типа AVCS вышла из строя немедленно после запуска.
23 ноября 1968 года спутник сделал уникальные фотографии Северного полюса Земли, на которых в точке, где отмечался на картах Северный полюс, был изображён большой тёмный круг (похожий снимок был сделан спутником ESSA 3). Фотографии часто используют сторонники теории Полой Земли в пользу подтверждения своей версии, хотя география объясняет это как обычное разводье, появляющееся на полюсе в связи с дрейфом льдов.
23 июня 1969 года у спутника отказал радиометр, а 19 июля 1969 года отключилась основная камера. 10 марта 1970 года спутник был выведен из обслуживания.